# 青春的花路
《青春的花路》是由愛奇藝打造的房車旅遊真人秀，拍攝於新西兰，於2019年3月16日開播。
節目以房車旅遊為主題，一群青春少年利用20天的時間，每人拿著3000紐幣的旅行經費，開啟在新西兰的未知的房車旅行。
花路旅行的起點為奧克蘭，終點為布拉夫，總共約3000公里的路程，中間所有的旅遊行程及花費全部交由少年們自行安排。
節目藝人陣容包括艾福杰尼、費啟鳴，以及NINE PERCENT組合成員范丞丞、朱正廷、王子異、小鬼、尤长靖。

## 節目歌曲
2019年3月7日發布主題曲《Hi Wake Up》 （页面存档备份，存于），由艾福杰尼、費啟鳴、范丞丞、朱正廷、王子異、小鬼、尤長靖共同演唱。
2019年4月19日發布節目插曲《Let go》 （页面存档备份，存于），由范丞丞演唱。
2019年5月11日發布節目插曲《3201公里》，由費啟鳴演唱。

## 成員介紹
| 姓名     | 生日          | 職位             | 出場集數          |
| 艾福杰尼 | 1992年3月26日 | 司機、大管家     | 第1-5集 第7-12集  |
| 尤長靖   | 1994年9月19日 | 司機             | 第1-12集          |
| 朱正廷   | 1996年3月18日 | 管家             | 第5-12集          |
| 王子異   | 1996年7月13日 | 暖心照顧者       | 第2-6集 第10-12集 |
| 費啟鳴   | 1996年9月16日 | 司機、會計、主廚 | 第1-12集          |
| 小鬼     | 1999年5月20日 | 氣氛製造者       | 第1-12集          |
| 范丞丞   | 2000年6月16日 | 翻譯官           | 第2-12集          |

## 分集內容

### 第一集
艾福杰尼、費啟鳴、小鬼、尤長靖率先前往紐西蘭，開啟花路的旅程。
節目組僅提供每人3000紐幣的旅行經費、一台手機、房車旅行路線、一台房車以及一名旅行紀錄者，其他的東西都需要依賴少年們自行規劃安排。
第一天中午簡單的路邊吃完後，下午到超市採買食材，晚上在營地享用燒烤大餐，結束了在紐西蘭第一天的生活。

### 第二集
第二天一大早少年們簡單的吃了炒泡麵當早餐後，就迎來了范丞丞、王子異兩位隊友，繼續花路的旅程。
下午抵達科羅曼德爾辦理入住並吃了披薩當午餐，原本想玩皮划艇，但因為沒有提前預約，所以最後決定去海邊散步玩水。
由於天氣熱及陽光過度曝曬，再加上睡覺空間不足，過度壅擠的情況下大家的生理狀況都逐漸下滑。

### 第三集
第三天早上先前往超市進行採買，再出發前往愛歌頓牧場遊玩，范丞丞因為睡眠不足精神不濟，所以直接留在車上補眠。
其他人則繼續在牧場遊玩，在三個大遊戲中獲得兩次第一名，因此贏得了一套小羊的服裝，以及一頓豐盛的晚餐。
由於大家睡眠品質不佳，大家決定晚上多花點錢住在營地的小木屋裡面，讓大家能夠睡的更舒適來迎接接下來的旅程。
第四天早上大家享用王子異清晨慢跑買回來的早餐，就開始了新的旅程，路上還跟路邊玩滑板的小孩交流舞蹈，收穫了一群好朋友。

### 第四集
第四天下午抵達了住宿的農場，並體驗了刺激的花式直升機飛行活動，晚上則享用農場主人招待的燒烤，終於吃到了夢寐以求的生蠔大餐。
第五天早上開車前往了下一個營地辦理入住後，就由費啟鳴在營地簡單的自行料理中餐，其他人則利用時間整理一下房車環境。
下午去超市簡單的採買食材後，就開啟花路團第一次的團建，一起去體驗刺激的黑水漂流活動。

### 第五集
第五天晚上回到營地自行料理晚餐之後，艾福杰尼向大家宣布了必須提前離開的消息，在依依不捨的歡送下提早離開了花路的旅程。
第六天早上啟程前往陶波胡打水上高爾夫球，晚餐則在紹興酒店享用久違的中式料理，並迎來新隊友朱正廷加入旅行。
晚上前往營地休息，並獲得了一個新的帳篷，讓大家晚上的休息空間能更加的舒適寬敞。

### 第六集
第七天早上從營地啟程，經過七個小時漫長的路程，抵達了紐西蘭的首都惠靈頓，晚餐享用老地方火鍋。
吃火鍋時回憶了很多偶練時期的往事，也玩了狼人殺遊戲，最後王子異宣布自己因為工作原因必須提前離開，在送禮之後告別了花路的旅程。
第八天早上修理了壞掉的廁所門以及整理車上的環境之後，中午前往海鮮餐廳享用螃蟹大餐。
下午前往攀岩場體驗攀岩活動，透過競賽選出輸家進行逞懲罰，最後輸家尤長靖和自願挑戰極限的朱正廷一起在海邊跳海。

### 第七集
第九天中午分組各自享用了中餐及西餐，下午則搭乘了渡輪由北島前往南島，晚上抵達葡萄酒庄自製晚餐及休息。
第十天早上前往茴香海灘，中午在咖啡廳用餐後辦理營地入住，並迎回了老大哥艾福杰尼。
晚上為了應景小年夜的到來，在營地享用自己親手包的餃子，並一起睡在營地裡舒適的房間。

## 外部連結
- 青春的花路的新浪微博